# Zesjescultuur
Met de termen zesjescultuur, zesmincultuur of zesjesmentaliteit wordt gedoeld op de instelling of houding om de inspanningen te richten op het behalen van slechts het minimaal benodigde resultaat. In het gebruik van de term ligt telkens een zekere mate van maatschappijkritiek besloten, meest specifiek op het algemeen afwezig zijn van ambitie.
De term verwijst naar het Nederlandse schoolsysteem waarbinnen beoordelingen in cijfers gegeven worden. Het cijfer 6 is het laagste hele cijfer dat een voldoende beoordeling inhoudt. Het cijfer 6- vormt in deze context een beoordeling die zelfs nog een kwart punt lager is, maar nog wel als voldoende gezien wordt. De term is vooral van toepassing op scholieren of studenten, maar kan ook algemeen gebruikt worden.
In 2010 benoemde de Economische Adviesraad van de gemeente Rotterdam het onvoldoende benutten van talenten door de bewoners als grote kostenpost. Hierbij refereerde de uit het onderwijs afkomstige voorzitter Piet Boekhoud expliciet aan de "6min-cultuur" die 1 op de 10 Rotterdammers ertoe aan zou zetten om onder zijn of haar niveau te presteren.